# Света Ксантипа
Света Ксантипа је светитељка православне и католичке цркве.
Православна црква је прославља, заједно са сестром Светом Поликсенијом 23. септембра.
Била је шпанског порекла и живела је средином 1. века, у време цара Клаудија (41—54). Ксантипа је била жена Прова, владара земље, а у Христову веру ју је привео апостол Павле, када је био у њеној домовини (Рим. 15, 28).
Заједно са њеном сестром Поликсенијом шириле су за хришћанску веру помажући многим људима. Обе су мирно окончале живот у дубокој старости.